# 三勝園
三勝園（さんしょうえん）は奈良県生駒市における住宅地の名称。生駒駅北口西側すぐに位置する。

## 背景
大阪電気軌道（大軌）（現・近畿日本鉄道）は1914年に上本町・奈良間を開業させたが、生駒トンネル工事による資金難に遭った開業初頭を含め、しばらくの間は沿線の宅地開発には消極的であった。その理由は、一つ目は「奈良や生駒などの有名な寺社観光地が沿線に存在したこと」また、競合する関西本線に対し、「所要時間, 運賃に関して大軌のほうが遥かに利便性があった」ことのためで、二つ目は瓢簞山以西は沖積地であり、「水干両難の地」であったため、宅地開発に不向きであったためである。
しかしながら、大正末期以降、大軌は安定的経営のため沿線拡大とともに宅地開発（山本など）・遊園地開発（生駒山上遊園地や菖蒲池遊園地）・学校の誘致（帝塚山学園など）に乗り出した。
とりわけ、生駒山は「山麓の自然環境と山麓からの眺望が絶好の誘客条件となる」と判断されたことから、各土地開発会社がこぞって、山麓各駅で開発をおこなった。生駒駅周辺では、1930年ごろから、宅地開発が始まった。ただし、現在に至る本格的な開発は戦後に行われたものである。

## 開発
1930年前後に生駒駅北西部の緩傾斜地において、日本住宅と大軌が共同で開発をおこなった。経営面積は10,000㎡であった。生駒山麓は大軌も住宅地、別荘地としての価値を認めていたため、菖蒲池遊園地近くの菖蒲池住宅地と同じく、別荘地風な開発が行われた。
しかしながら、開発面積が大きいこともあり大規模な住宅分譲までは至らず、駅前を中心に極めて小規模な開発・分譲に終わった。

## 現在
上記のように地名となるような大規模な開発が行われなかったために、三勝園の名を現在に残すものは、生駒市コミュニティバスの「三勝園」停留所のみである。
住所としては、北新町に含まれる。